# Prapor Meč

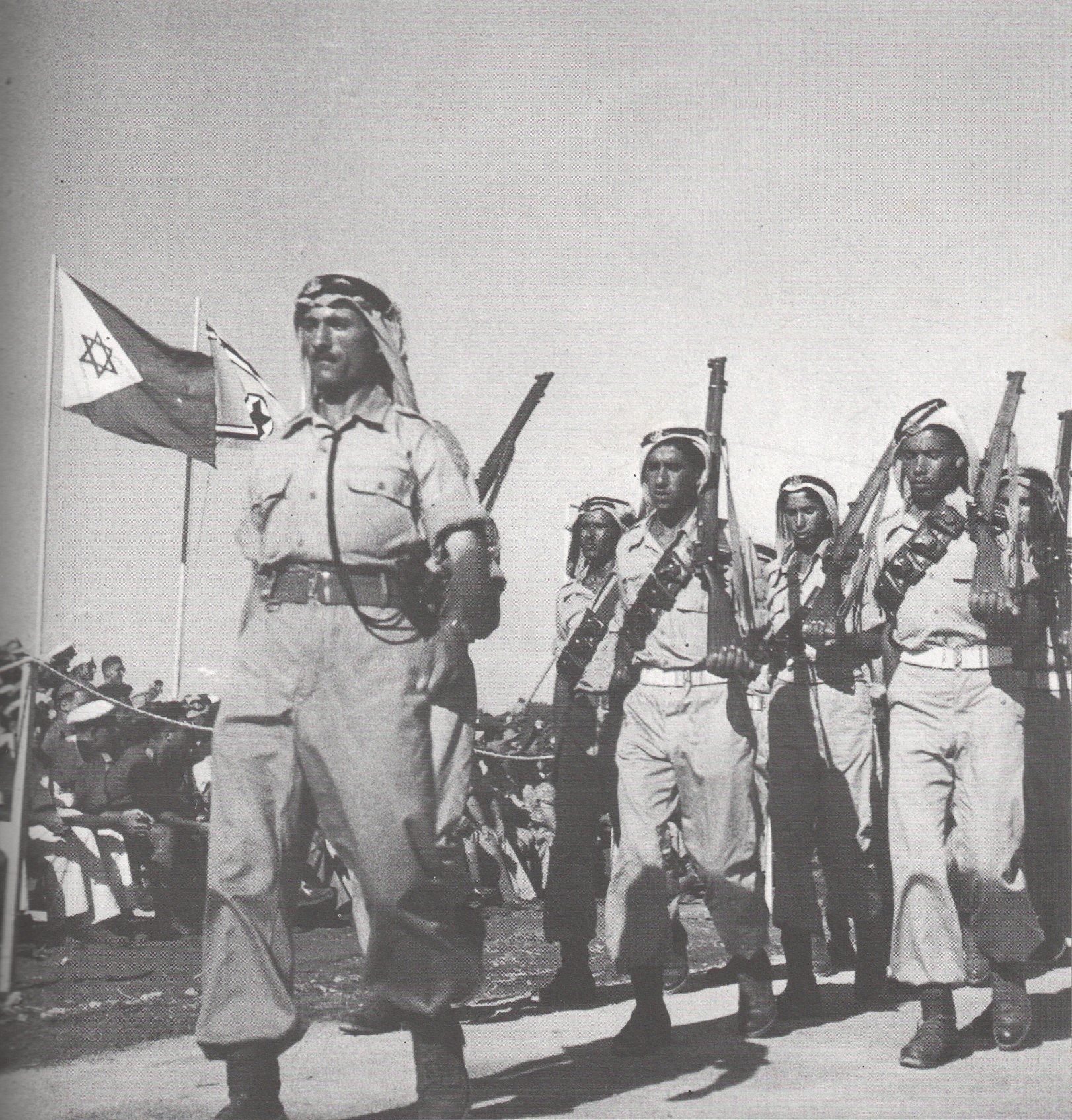
Beduínští vojáci Izraelských obranných sil pochodují na vojenské přehlídce v Tel Avivu v roce 1949

Prapor Meč (hebrejsky גדוד חרב) je prapor Izraelských obranných sil. Je složen z nežidovských Izraelců, především Drúzů a Čerkesů. Současný název dostal v roce 1987, původně se jmenoval „Jednotka 300“. Byl zformován v létě 1948 z drúzských dezertérů z Arabské osvobozenecké armády a malého počtu beduínů a Čerkesů.